# Burgruine Teutleben
Die Burgruine Teutleben ist die Ruine einer Wasserburg im gleichnamigen Ortsteil Teutleben in der Landgemeinde Buttstädt im Landkreis Sömmerda in Thüringen, Deutschland.

## Lage
Die Burgruine Teutleben befindet sich in Teutleben (an der Finne in Thüringen) südwestlich der Kirche des Ortes nahe der Mündung des Rheinbachs in den Rohrbach. Der Ort Teutleben wurde 876 ein erstes Mal urkundlich erwähnt.

## Geschichte und Anlage
Die ehemalige Wasserburg Teutleben gehörte den Herren von Teutleben, die 1140 als ein Ministerialengeschlecht "von Teutleben" urkundlich erwähnt wurden.
Burg Teutleben gehört zum Typus der Motte. Von der Anlage hat sich ein verflachter und heute etwa noch drei Meter hoher, rechteckiger Schutthügel mit den Maßen von 55 × 47 Meter erhalten. Dieser wird von einem breiten Graben und einem ihm vorgelegten, verflachten Wall umzogen. Auf dem Hügel befinden sich noch die Reste eines aus rotem Sandstein erbauten Rundturmes, bei dem es sich möglicherweise um einen Wohnturm gehandelt hat.